# Able Archer 83

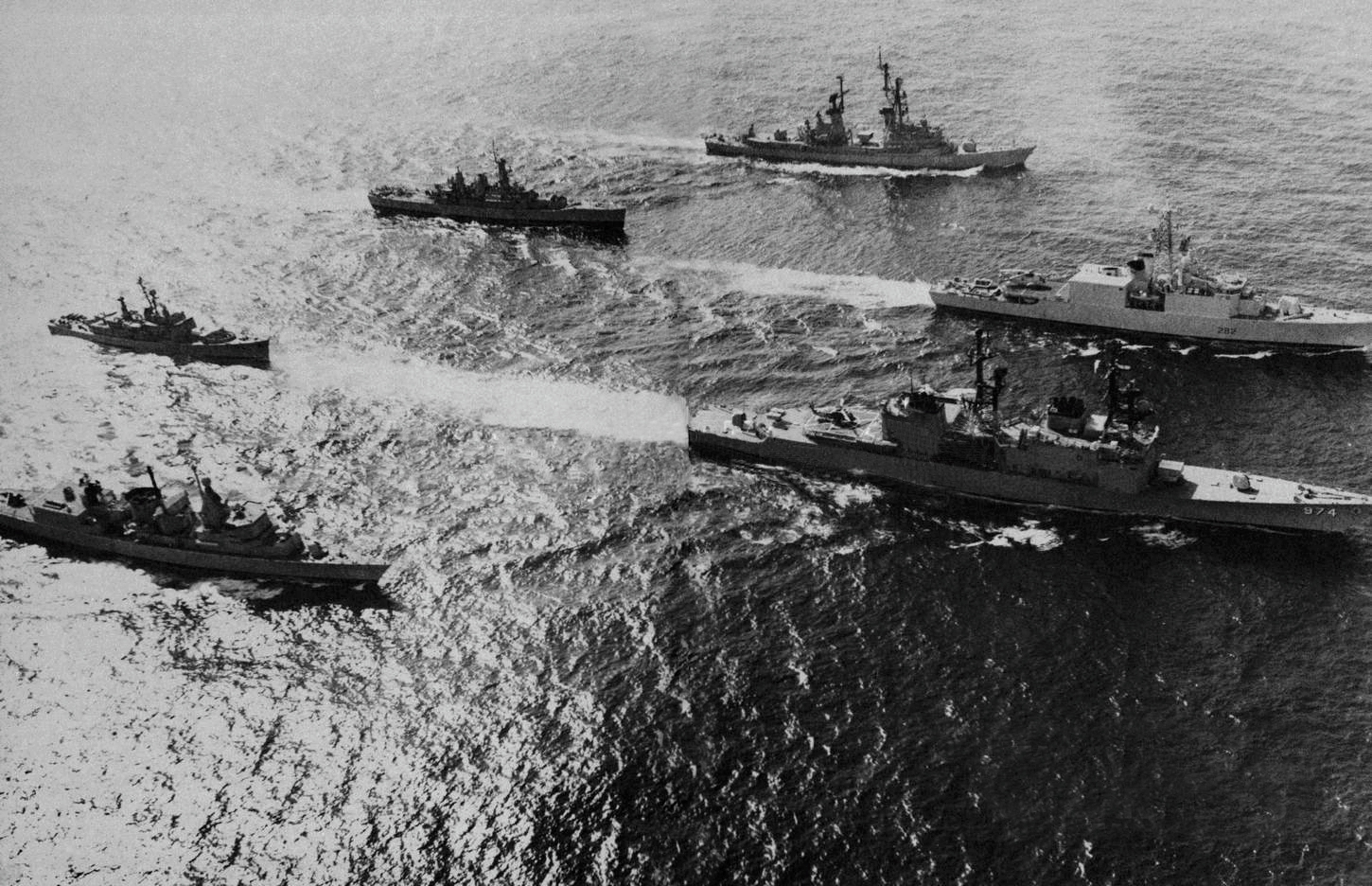
Skepp ur Natos atlantflotta 1983.

Able Archer 83 var 1983 års årliga Nato-övning av typen Able Archer, vilken gick av stapeln i november 1983. Övningen höll på att leda till ett fullskaligt kärnvapenkrig efter missuppfattningar i Warszawapakten. Det har i efterhand beskrivits som en av gångerna världen varit närmst ett kärnvapenkrig.

## Händelseförloppet
Able Archer-övningarna hölls i Europa årligen av försvarsalliansen Nato under kalla kriget. Övningarna gick i stort ut på att medlemsländerna övade kommando- och kontrollprocedurer, med fokus på övergången från konventionella operationer till kemiska, nukleära och konventionella operationer under krigstid. När Able Archer 83 inleddes bestod övningen av vissa nya element, såsom unikt krypterad kommunikation, radiotystnad, och den involverande för första gången statschefer. Denna ökade realism i övningen föranledde tillsammans med en rad andra faktorer att Sovjetunionen och östblocket misstolkade Natos intentioner, och förberedde sig på världskrig bestående i en attack från Nato. De sovjetiska reaktionerna gick så pass långt att den amerikanske generalen Leonard H. Perroots fick ge order om att avbryta övningen i förtid (den 11 november), och att inte svara på de sovjetiska svarsaktionerna med ytterligare upptrappning. Detta efter att underrättelseofficeren och spionen Oleg Gordievsky genom brittiska MI6 lyckats varna västblocket om att Sovjetunionen allvarligt hade misstolkat Natos intentioner.

### Sovjetunionens reaktion

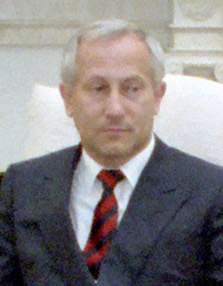
Dubbelspionen Oleg Gordievskij.

Som svar på Able Archer 83 förberedde Sovjetunionen officiellt sina kärnvapenstyrkor på krig, och placerade bland annat luftförband i Östtyskland och Polen. Sovjetunionens styre, under ledning av Jurij Andropov, hade missuppfattat Natos trupprörelser som en allvarlig första krigsakt, och inväntade med spänning en våldsupptrappning. Utöver placeringen av luftförband intill Warszawapaktens västra gräns påbörjade även den Sovjetiska fjärdearmén lastning av skarpa kärnvapen ombord sina stridsflygplan.

#### Operation RYAN
Den dramatiska reaktionen från Sovjet har i efterhand förklarats med utfallet i Operation RYAN, vilken ägde rum redan två år innan Able Archer 83. Operation Ryan var ett underrättelseprogram hos den sovjetiska underrättelsetjänsten KGB, vilket kom att bli Sovjets största underrättelseprogram genom historien. Operationen tros ha drivits med avsikt att kunna förutse en nukleär attack mot Sovjet, och agera i tid. Varje möjlig intention och varje litet indicium på utländskt ont uppsåt kartlades därför av KGB. Operationen ledde till att generalsekreteraren Leonid Brezjnev och KGB:s ordförande Yuri Andropov på ett stängt möte inför högre KGB-officerare och sovjetiska ledare, i maj 1981, tillkännagav att USA förberedde en hemlig kärnvapenattack mot Sovjetunionen. Någon sådan intention fanns dock aldrig, och missuppfattningen har av den höge KGB-officeren och dubbelspionen Oleg Gordievskij beskrivits som "a potentially lethal combination of Reaganite rhetoric and Soviet paranoia" (svenska: "en potentiellt dödlig kombination av reagansk retorik och sovjetisk paranoia"). Gordievskij, som var underrättelseofficer i KGB men spionerade för brittiska MI6, har uppgett att han inte tvivlade på att KGB verkligen trodde att Nato skulle gå till anfall, och att han heller inte tvivlade på att det faktiskt bara var en övning.